# 周家怡
周家怡（英語：Catherine Chau Ka Yee，1979年7月23日—）是香港女演員，曾是無綫電視及香港電視網絡（HKTV）旗下藝人，2019年簽約加盟英皇娛樂。周家怡曾拍攝多部電視劇及電影，作品包括無綫電視《火舞黃沙》、HKTV《導火新聞線》、ViuTV的《瑪嘉烈與大衛系列 綠豆》，電影包括《華麗上班族》、《暗色天堂》、《導火新聞線》、《29+1》、《八個女人一台戲》等多套電影，其中《無雙》更讓她入圍《第38屆香港電影金像獎》「最佳女配角」兼奪得《第二十五屆中國電影華鼎獎》「最佳女配角」獎。

## 背景
周家怡早年於香港島西環創業商場的住宅區（屈地街位置）成長，有兩名胞兄，父親從事保險業；其名字「家怡」寓意家庭怡靜。她自小學習彈鋼琴，讀書成績不錯，曾就讀聖嘉勒女書院，在校時是校內合唱團、舞蹈學會和籃球隊成員。1996年中五畢業後，她有足夠的香港中學會考成績分數卻不想升讀預科，故此參加了由香港舞蹈演藝人協會創立人兼藝人排舞師林青峰成立的「星工廠」所舉辦的跳舞比賽，結果在比賽中勝出，並獲得一年舞蹈員合約。當演員前為李克勤、黎明和陳小春作兼職演唱會伴舞。另一方面繼續讀書進修設計課程。
直至1998年，周家怡有意進修戲劇表演。在朋友提議下以嘗試心態報讀無綫電視藝員訓練班。同屆同學計有林遠迎、任港秀、官仲銘等人。她於1998年於畢業後加入無綫電視成為基本合約藝員，初时一直以配角身份出場。同年跳舞出身的藝人鄭祖知道她有跳舞底子，於是邀請她在1998年參演電影《行運一條龍》。其後周於重頭劇《火舞黃沙》中飾演兔唇少女「茅小琴」和在《飛女正傳》中飾演「曾綽雅」而逐漸為人所認識。又於2009年《萬千星輝頒獎典禮2009》上取得「飛躍進步女藝員」提名。同年也在父親的建議下報讀了香港大學專業進修學院的三年制法律行政人員高級文憑課程。在離開無綫電視前，她與簡慕華、黃德斌和陳鴻烈等都是監製戚其義的常用配角。

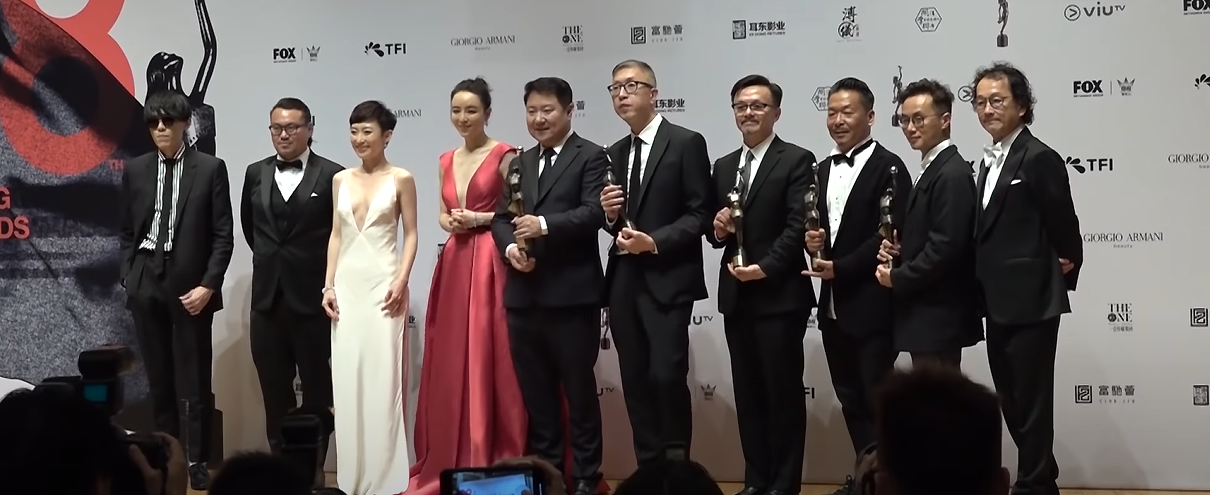
2019年第38屆香港電影金像獎電影《無雙》獲獎採訪，左三白衣者為周家怡

周家怡在無綫電視一直以基本藝員合約擔任配角，曾向藝員科提出轉簽經理人合約但遭拒。2012年，王維基邀請她轉投旗下電視台香港電視網絡（港視），合約為期4年，於劇集《導火新聞線》中首次擔任女主角，拍了唯一一套港視劇集。周家怡決定加入港視的原因在於港視需要一個演員班底，自己可以試簽為經理人合約藝人，加上戚其義離開電視台，令她之後在劇集中的戲份可能減少。隨著港視不獲發牌，周家怡首次擔正的《導》劇播映無期，合約亦無著落，她的事業因而瞬間陷入低谷，原訂出席的活動的主辦單位也嫌棄她。在這段期間，她不斷參與電影試鏡找機會，亦曾到中國內地拍劇，同時好友佘詩曼亦曾暗中幫助她，在不同人面前推薦她。2014年港視開始在網上陸續播出拍下的劇集，《導》劇於2015年播出，周家怡憑劇中「方凝」一角，在網民票選的虛擬頒獎禮《高登艾美獎》中獲得「最佳女主角」。其本人接受訪問時回應多謝一眾網民賞識。其後再於《HKTVFansClub投票活動》獲選「最佳女主角」。周家怡在《導》劇的出色表現獲電影導演莊文強賞識，並在其後獲邀參演電影《無雙》。在2016年，她主演 ViuTV 開台劇集《瑪嘉烈與大衛系列 綠豆》，飾演女主角「瑪嘉烈」。2019年，周家怡帶同從港視時期便跟她一起工作的經理人，與英皇娛樂簽約成為旗下演員，同年憑電影《無雙》中「何蔚藍」一角，獲提名第38屆香港電影金像獎「最佳女配角」，與惠英紅、蔣璐霞、余香凝等角逐爭獎，最終敗給惠英紅。不過，她憑同一齣電影奪得第二十五屆中國電影華鼎獎「最佳女配角」獎。
2020年，周家怡再接拍無綫電視台慶劇《星空下的仁醫》，擔任第二女主角，飾演小兒外科副顧問醫生「麥海琪（Kay）」，演出備受網民注目。周家怡憑《星空下的仁醫》一劇首度入圍《萬千星輝頒獎典禮2021》「最佳女主角」、「馬來西亞最喜愛TVB女主角」及「最受歡迎電視女角色」最後十強。翌年，她再次接拍 ViuTV 劇集《反起跑線聯盟》，並於2023年出演續篇《反起跑線聯盟2》中育有一名小朋友的溫柔母親Venus。

## 感情生活
2007年至2014，周家怡與比她大18年的男藝人林國斌傳出交往緋聞。

## 演出作品

### 電視劇（無綫電視）
| 首播   | 劇名           | 角色                   |
| 1998年 | 真情           | 路 人                  |
| 1998年 | 真情           | 婚姻註冊處等候註冊新人 |
| 1998年 | 真情           | 服裝店職員             |
| 1998年 | 真情           | 芭蕾舞學校導師         |
| 1998年 | 雪山飛狐       | 妓 女                  |
| 1999年 | 刑事偵緝檔案IV | 黃琪琪                 |
| 1999年 | 洗冤錄         | 小 燕                  |
| 1999年 | 創世紀         | Sophia                 |
| 1999年 | 全院滿座       | 售貨員（第9集）        |
| 1999年 | 千里姻緣兜錯圈 | 售貨員                 |
| 1999年 | 反黑先鋒       | 售貨員 舞 女           |
| 1999年 | 雙面伊人       | Katie                  |
| 1999年 | 騙中傳奇       | 江守言妻子             |
| 1999年 | 非常保鑣       | Christine              |
| 2000年 | 男親女愛       | 女酒吧客               |
| 2000年 | 十月初五的月光 | 導 演                  |
| 2000年 | 陀槍師姐II     | Fion                   |
| 2000年 | 金裝四大才子   | 鈴 妃                  |
| 2000年 | 夢想成真       | May（第19集）          |
| 2000年 | 楊貴妃         | 道 姑                  |
| 2000年 | 醫神華佗       | 村 民                  |
| 2001年 | 美味情緣       | Bo Bo                  |
| 2001年 | 封神榜         | 書 生                  |
| 2001年 | 公私戀事多     | Cindy                  |
| 2001年 | 倚天屠龍記     | 玄 妙                  |
| 2001年 | 勇往直前       | 秘 書                  |
| 2001年 | 勇探實錄       | 少 女                  |
| 2001年 | 婚前昏後       | 名傑集團職員           |
| 2001年 | 錦繡良緣       | 春 蘭                  |
| 2001年 | 陀槍師姐III    | Co Co                  |
| 2001年 | 婚姻乏術       | ELSA                   |
| 2002年 | 皆大歡喜       | 妓 女                  |
| 2002年 | 皆大歡喜       | 慕容夫人               |
| 2002年 | 皆大歡喜       | 司馬夫人               |
| 2002年 | 談判專家       | 葉可喜                 |
| 2002年 | 無考不成冤家   | 士巴拿妻子             |
| 2002年 | 我要Fit一Fit   | Rita                   |
| 2002年 | 洛神           | 芬 芳                  |
| 2002年 | 戇夫成龍       | 阿 花                  |
| 2002年 | 無頭東宮       | 刺 客（第1集）         |
| 2002年 | 情牽百子櫃     | Betty（第14集）        |
| 2002年 | 雲海玉弓緣     | 天香樓老闆娘（第8集）  |
| 2003年 | 帝女花         | 小 曼                  |
| 2003年 | 律政新人王     | 陳佩霞                 |
| 2003年 | 美麗在望       | 註冊處職員             |
| 2003年 | 皆大歡喜       | 妻 子                  |
| 2003年 | 皆大歡喜       | 水晶店售貨員           |
| 2003年 | 皆大歡喜       | 舞蹈員                 |
| 2003年 | 衝上雲霄       | 麥婉清                 |
| 2003年 | 戀愛自由式     | Goggles職員            |
| 2003年 | 花樣中年       | Karen                  |
| 2003年 | 衛斯理         | 邱近水女友             |
| 2003年 | 非常外父       | Suzi                   |
| 2004年 | 皆大歡喜       | 爆炸頭瘦女             |
| 2004年 | 水滸無間道     | 艷 女                  |
| 2004年 | 陀槍師姐IV     | 何碧玲                 |
| 2004年 | 下一站彩虹     | 服裝店售貨員           |
| 2004年 | 無名天使3D     | Jammy                  |
| 2004年 | 棟篤神探       | Judy                   |
| 2004年 | 皆大歡喜       | 女職員                 |
| 2004年 | 金枝慾孽       | 白 蘭                  |
| 2004年 | 天涯俠醫       | 鳳（第8集）            |
| 2005年 | 御用閒人       | 惠貴人                 |
| 2005年 | 秀才遇著兵     | 怡香院妓女             |
| 2005年 | 識法代言人     | 琳                     |
| 2005年 | 奪命真夫       | Bobo                   |
| 2005年 | 翻新大少       | Lancy                  |
| 2005年 | 酒店風雲       | 卓英媛                 |
| 2005年 | 妙手仁心III    | 張小儀                 |
| 2005年 | 我的野蠻奶奶   | 宮 女                  |
| 2005年 | 阿旺新傳       | 新聞報導員（第24集）   |
| 2005年 | 隨時候命       | 張美琴                 |
| 2005年 | 本草藥王       | 秀 智                  |
| 2006年 | 謎情家族       | 寶朋友                 |
| 2006年 | 男人之苦       | 公關小姐               |
| 2006年 | 法證先鋒       | 簡莉櫻                 |
| 2006年 | 高朋滿座       | Suki                   |
| 2006年 | 潮爆大狀       | 岑健萍                 |
| 2006年 | 火舞黃沙       | 茅小琴                 |
| 2006年 | 愛情全保       | 女拳手                 |
| 2006年 | 刑事情報科     | 程美美                 |
| 2006年 | 鳳凰四重奏     | 好極貿易職員           |
| 2006年 | 肥田囍事       | Eunice                 |
| 2006年 | 賭場風雲       | 參賽者                 |
| 2007年 | 牛郎織女       | 嬌 姐                  |
| 2007年 | 律政新人王II   | Cathy（第3、4、15集）  |
| 2007年 | 同事三分親     | Ivy                    |
| 2007年 | 師奶兵團       | 老火湯                 |
| 2007年 | 舞動全城       | Nancy                  |
| 2007年 | 歲月風雲       | 銀行職員               |
| 2007年 | 通天幹探       | 周林美兒               |
| 2008年 | 疑情別戀       | Wing                   |
| 2008年 | 畢打自己人     | Ally                   |
| 2008年 | 珠光寶氣       | Joey                   |
| 2008年 | 東山飄雨西關晴 | 曼 紅                  |
| 2009年 | 桌球天王       | 周顯慧（炒蜆）         |
| 2009年 | ID精英         | 黎以芳                 |
| 2009年 | 王老虎搶親     | 素 琴                  |
| 2009年 | 烈火雄心3      | Nancy（第16集）        |
| 2010年 | 飛女正傳       | 曾綽雅                 |
| 2010年 | 女人最痛       | 莫玉蘭                 |
| 2010年 | 摘星之旅       | Kay                    |
| 2010年 | 公主嫁到       | 曹司制                 |
| 2010年 | 天天天晴       | 阿 欣                  |
| 2010年 | 依家有喜       | 程 薏                  |
| 2010年 | 囧探查過界     | 丁醫生／張醫生         |
| 2010年 | 居家兵團       | 葉小姐                 |
| 2011年 | 女拳           | 王綺梅                 |
| 2011年 | 七號差館       | 姣婆恩                 |
| 2011年 | 花花世界花家姐 | 哈皎皎                 |
| 2011年 | 怒火街頭       | 蘇 珊                  |
| 2011年 | 不速之約       | 文嘉玲                 |
| 2011年 | 天與地         | Mabel                  |
| 2012年 | On Call 36小時 | 汪海淇                 |
| 2012年 | 拳王           | 徐淑蕙                 |
| 2012年 | 心戰           | 電視台主持             |
| 2012年 | 驚艷一槍       | 小 紅                  |
| 2021年 | 星空下的仁醫   | 麥海琪（Kay）          |

### 電視劇（其他）
| 首播                            | 劇名                  | 角色                          |
| HKTV                            |                       |                               |
| 2015年                          | 導火新聞線            | 方 凝                         |
| ViuTV                           |                       |                               |
| 2016年                          | 瑪嘉烈與大衛系列 綠豆 | 瑪嘉烈（Margaret）            |
| 2019年                          | 仇老爺爺              | 搭枱護士                      |
| 2020年                          | 歎息橋                | 方小薇（Sammy）               |
| 2022年                          | 反起跑線聯盟          | 劉家琪（Venus）               |
| 2024年                          | 無人之境              | 張秀凌                        |
| 2024年                          | 反起跑線聯盟2         | 劉家琪（Venus）               |
| 2025年                          | 翻盤下半場            | 蒙美                          |
| 香港電台電視部、港台電視31、31A |                       |                               |
| 2015年                          | 監警有道（誰辨忠奸）  | Madam Mok                     |
| 2015年                          | 火速救兵III           | 何嘉恩（單元三）              |
| 2015年                          | 獅子山下2015          | Emily（單元一：《一場飯局》） |
| 2017年                          | 申訴II                | 查心怡（Claire）              |
| 中國大陸                        |                       |                               |
| 2013年                          | 天天有喜              | 玉 嬌                         |
| 2017年                          | 傳奇大亨              | 梅 燕                         |

### 電影
| 首映   | 電影名         | 角色                     |
| 1998年 | 行運一條龍     | 結尾與葉玉芬一同跳舞的人 |
| 2007年 | 一樓一鬼       | 阿 福                    |
| 2011年 | 我愛HK開心萬歲 | 街 坊                    |
| 2014年 | 恐怖在線       | 警方心理醫生             |
| 2015年 | 華麗上班族     | 市場部主管               |
| 2015年 | 十年           | 白 領（單元：《方言》）  |
| 2016年 | 暗色天堂       | 周婉婉                   |
| 2016年 | 導火新聞線     | 方 凝                    |
| 2016年 | 此情此刻       | 情 侶                    |
| 2017年 | 29+1           | Jennifer（名模）         |
| 2017年 | 女士復仇       | 妻 子                    |
| 2018年 | 棟篤特工       | 方 凝                    |
| 2018年 | 無雙           | 何蔚藍                   |
| 2018年 | 八個女人一台戲 | 漪 蓮                    |
| 2020年 | 乜代宗師       | 阿 媚                    |
| 2020年 | 死因無可疑     | 歐麗珊                   |
| 2022年 | 深宵閃避球     | 楊 琦                    |
| 2023年 | 暗殺風暴       | 白霏霏                   |
| 2023年 | 陰目偵信       | 阿 雪                    |
| 2023年 | 金手指         | 孫 慧：劉啟源妻子        |
| 2024年 | 出租家人       | 張佩怡                   |
| 2024年 | 破·地獄        | 曾美玉                   |

### 電視節目
| 首播         | 節目名                   | 備註                          |
| 無綫電視     |                          |                               |
| 2006年       | 一擲千金                 | 演出「千金小姐」、第一輯第4集 |
| 2007年       | 最緊要進步               | 第29集嘉賓                    |
| 2008年       | 鐵甲無敵獎門人           | 第27、42集嘉賓                |
| 2010年       | 超級遊戲獎門人           | 第4、14、25集嘉賓             |
| 2011年       | 今日VIP                  | 9月26日嘉賓                   |
| 2017年       | 兄弟幫                   | 第1994、1995嘉賓              |
| 2024年       | 獎門人Happy Easter感謝祭 |                               |
| 香港電視網絡 |                          |                               |
| 2015年       | 爆Talk                   | 第6集嘉賓                     |
| ViuTV        |                          |                               |
| 2019年       | 晚吹－Close噏            | 第45集嘉賓                    |
| 2022年       | 爆谷一周（第一輯）       | 第7集嘉賓                     |
| 2022年       | 天生食材必有用           | 第8集嘉賓                     |
| 2022年       | Dr.Any毛                 | 第10集嘉賓                    |
| 2023年       | One Day 約會實況         | 第15集嘉賓                    |
| 2023年       | 爆谷一周（第二輯）       | 第8集嘉賓                     |
| 2024年       | 選角                     | 第8-14集專業評審              |

### 網絡節目
- 2022年至今：《恨駕女團》 主持[24][25]

### 音樂錄像
- 2016年：陳詩慧 Featuring 王宗堯、周家怡、楊淇《We Are Not Afraid》
- 2016年：鄭秀文《我不是歌手》
- 2021年：張敬軒《俏郎君》
- 2023年：吳林峰《未生》

## 曾獲獎項與提名

### 萬千星輝頒獎典禮
| 年份   | 獎項                    | 劇集                                     | 角色   | 結果     |
| 2009年 | 飛躍進步女藝員          | 《珠光寶氣》 《桌球天王》 《王老虎搶親》 | 不適用 | 最後五強 |
| 2021年 | 最佳女主角              | 《星空下的仁醫》                         | 麥海琪 | 提名     |
| 2021年 | 馬來西亞最喜愛TVB女主角 | 《星空下的仁醫》                         | 麥海琪 | 提名     |
| 2021年 | 最受歡迎電視女角色      | 《星空下的仁醫》                         | 麥海琪 | 最後十強 |

### 其他獎項
| 年份   | 獎項                                                                            | 提名 |
| 2015年 | 《2015視帝視後投票站》：HKTV 劇集最佳女主角－方凝（《導火新聞線》）             | 獲獎 |
| 2015年 | 《第一屆高登艾美獎》：最佳女主角－方凝（《導火新聞線》）                        | 獲獎 |
| 2015年 | 《HKTVFansClub投票活動》：最佳女角色－方凝（《導火新聞線》）                    | 獲獎 |
| 2016年 | 《觀眾在民間電視大奬2016》：民選最佳女主角－瑪嘉烈（《瑪嘉烈與大衛系列 綠豆》） | 獲獎 |
| 2019年 | 《第38屆香港電影金像獎》：最佳女配角－何蔚藍（《無雙》）                        | 提名 |
| 2019年 | 《第二十五屆中國電影華鼎獎》：最佳女配角－何蔚藍（《無雙》）                    | 獲獎 |

## 外部連結
- 周家怡的Facebook專頁
- 周家怡的Instagram帳戶
- 周家怡的新浪微博
- 周家怡在香港影庫上的簡介
- 周家怡國際影迷會 Catherine Chau Fan Club （页面存档备份，存于）
- HKTVFansClub投票活動
- 2015視帝視后投票站 （页面存档备份，存于）